# Raimund Girke

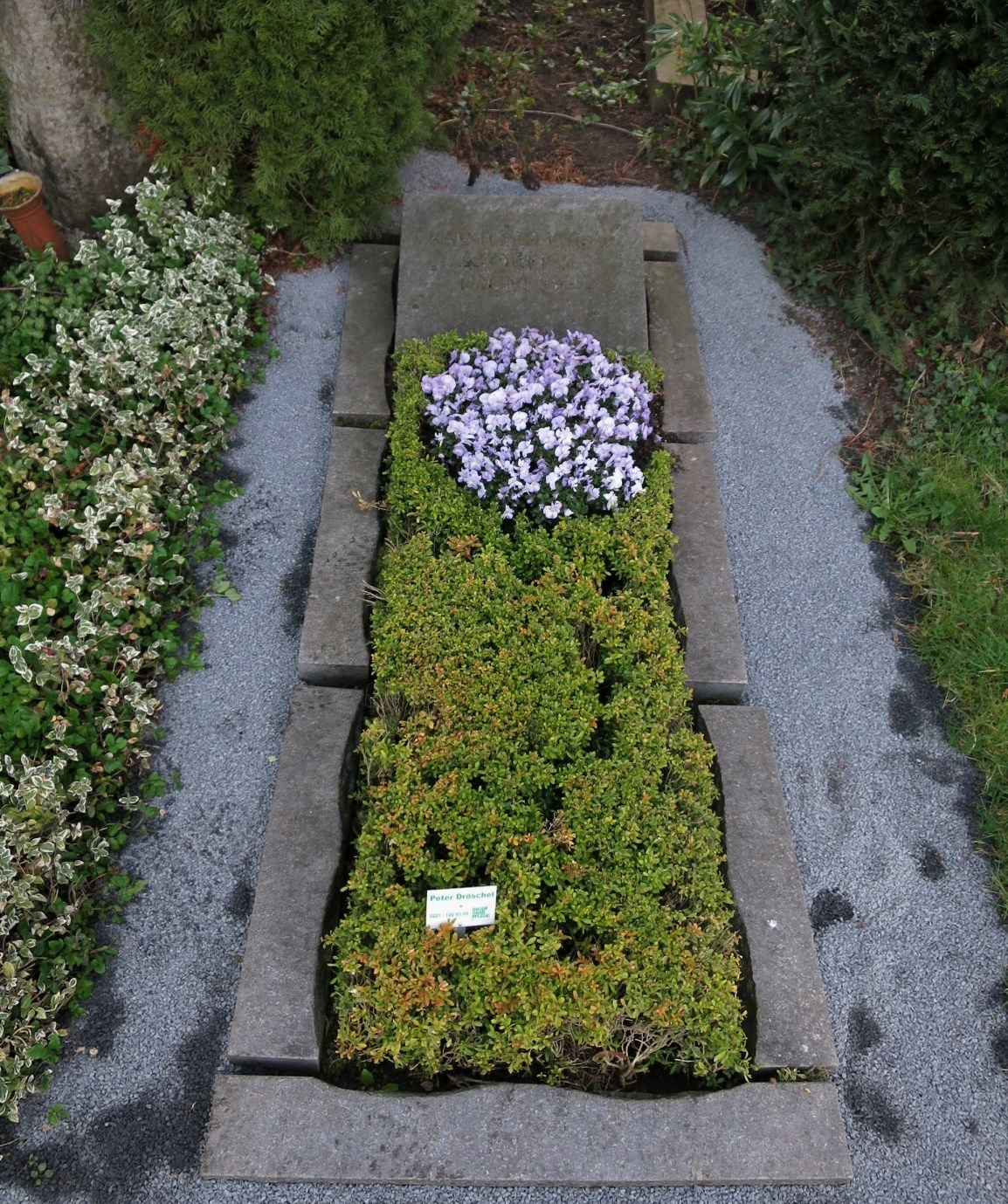
Tombe au cimetière Melaten.

Raimund Girke, né le 28 octobre 1930 à Heinzendorf (Basse-Silésie, en Allemagne) et mort le 12 juin 2002 à Cologne (Allemagne), est un artiste peintre allemand.

## Biographie
Le père de Raimund Girket est le pédagogue en art Arthur Girke, qui avait étudié chez Otto Mueller à Dresde.  Après avoir fui la Basse-Silésie, la famille s'installe dans la région d'Osnabrück. Raimund Girke passe son Abitur en 1951 à Quakenbrück et étudie ensuite jusqu'en 1952 à l'école d'art à Hanovre — où il sera chargé de cours de 1966 à 1971 —, puis à 1956 à l'Académie des Arts de Düsseldorf à Georg Mustermann. À partir de 1971, il enseigne à l'Université des arts de Berlin (Hochschule der Künste Berlin). En 1977, il participe à la documenta 6 à Cassel. Au début des années 1980, il s'installe dans un studio à Cologne.

## Récompenses et distinctions
- Prix de peinture de la ville de Wolfsburg (1959)
- Prix d'art de la jeunesse du Baden-Württemberg (1962)
- Prix Lovis Corinth (1995)
- Prix d'art de Basse-Saxe (2002)